# 卡爾·奧托·帕特爾
卡爾·奧托·帕特爾（1906年11月23日—1975年5月4日），出生於德國柏林。他是民族布爾什維克主義的代表人物之一，後在1935年離開德國，最後定居美國，1975年於紐約去世。

## 生平
帕特爾出生於1906年11月23日，是書商的兒子。1928年就讀於柏林的一所大學，後因反對凡爾賽條約而被開除學籍。
但他依然涉足政治，活躍於青年運動，創建了GSRN(Group of Social-Revolutionary Nationalists，社會革命民族主義者集團)，並在其間擔任了一名記者，題材大多以政治為主。
GSRN是當時為數不多真正稱自身為民族布爾什維克的組織。該組織成員大多為中產階級，主張建立新政府，推翻原制度，和蘇聯結盟，武裝群眾為民兵等。
1933年1月30日（希特勒上台的同一日），帕特爾發表了民族布爾什維克宣言，宣言呼籲人們進行統一的共產主義運動，建立新政府，並「瑞士化」(塑造多民族社會)。
希特勒上台後，帕特爾與其他共產主義組織成員受到迫害。在1934年的長刀之夜中，他甚至被列上了疑似叛徒的名單。
為安全考慮，帕特爾於1935年流亡歐洲，並在之後定居美國，取得公民身份。1975年於紐約逝世。